# Johann Ephraim Scheibel
Johann Ephraim Scheibel (* 5. September 1736 in Breslau; † 31. Mai 1809 ebenda) war ein deutscher Mathematiker, Physiker und Astronom.

## Leben
Scheibel verblieb sein Leben lang in Breslau. Nachdem er die Schule dort absolviert hatte, ging er an die Universität Breslau und durchlief diese ebenfalls zügig. Bereits 1759 wurde er Professor der Mathematik und der Physik am Breslauer Elisabet-Gymnasium. Er wurde 1788 Rektor des Elisabet-Gymnasiums und nicht, wie in der Allgemeinen Deutschen Biographie berichtet, des Breslauer Friedrichs-Gymnasiums. Außerdem wurde ihm gleichzeitig mit dem Rektorenamt als Schulinspektor die Aufsicht über alle protestantischen Schulen der Stadt übertragen. Daneben war Scheibel schriftstellerisch aktiv. 1794 wurde er zum korrespondierenden Mitglied der Göttinger Akademie der Wissenschaften gewählt.
Der evangelische Theologe und Universitätsprofessor Johann Gottfried Scheibel war sein Sohn.

## Publikationen (Auswahl)
- Einleitung zur mathematischen Bücherkenntniß, 20 Abteilungen, Meyer, Breslau 1769–1798.
- Unterricht vom Gebrauche der künstlichen Himmels- und Erdkugeln, Korn, Breslau 1779, ergänzt um Erläuterungen und Zusätze. Breslau 1785.
- Beytrag zur Geschichte des Elisabetanischen Gymnasii, Breslau 1799.
- Geschichte der seit dreihundert Jahren in Breslau befindlichen Stadtbuchdruckerey als ein Beitrag zur allgemeinen Geschichte der Buchdruckerkunst, Graß und Barth, Breslau 1804.